# Waggonfabrik Rastatt T4-EP
T4-EP i B4-EP – oznaczenia silnikowych, czteroosiowych wagonów tramwajowych, wyprodukowanych w liczbie 16 sztuk (8 silnikowych typu T4-EP oraz 8 doczepnych typu B4-EP). Wagony wytwarzano w latach 1958–1961 w zakładach Waggonfabrik Rastatt na potrzeby sieci tramwajowej w Karlsruhe w Niemczech. Wszystkie egzemplarze wycofano ze służby liniowej między rokiem 1985 a 1987. Kilka wagonów przebudowano w późniejszym czasie na wagony techniczne.

## Opis

### Konstrukcja
Zarówno wagony silnikowe, jak i doczepne są tramwajami czteroosiowymi i jednokierunkowymi. Pudło opiera się na standardowych wózkach, wyprodukowanych w zakładach Duewag. Szkielet wykonany jest z zespawanych ze sobą profili stalowych. Do wnętrza prowadzą trzy pary drzwi harmonijkowych produkcji Duewagu: drzwi w środkowej i tylnej części wagonu są dwuczęściowe, natomiast przednie skrzydło jest jednoczęściowe. Tramwaje wyposażono w dzielone okna z uchylnymi lufcikami.
Główną różnicą między wagonami typu T4 pierwszej i drugiej serii, a wagonami typu T4-EP była szerokość nadwozia. Tramwaje T4-EP były o 20 centymetrów szersze od poprzedników: z tego powodu nazywano je czasem Breitraumwagen (pol. wagon o szerokim wnętrzu). Dzięki poszerzeniu pudła wagonu możliwa była zmiana sposobu umieszczenia przednich świateł. Wagony T4 miały zamontowany jeden reflektor pod drugim, natomiast typ T4-EP otrzymał dwa reflektory umieszczone obok siebie w linii poziomej.
Obydwa wózki napędowe powstały w fabryce Duewag. Wagony wyposażono w napęd elektropneumatyczny, który umożliwiał łączenie tramwajów w składy z wagonami przegubowymi typu GT6-EP (należącymi do Verkehrsbetriebe Karlsruhe), oraz z wagonami GT6-EP i GT8-EP (należącymi do Albtal-Verkehrs-Gesellschaft). Energia elektryczna pobierana była z przewodów trakcyjnych za pomocą pantografu nożycowego. Wagony posiadały hamulce pneumatyczne, sprężynowe oraz magnetyczne. Połączenie mechaniczne wagonu silnikowego oraz doczepnego umożliwiały sprzęgi typu BSI, natomiast połączenie elektryczne uzyskano dzięki dodatkowemu przewodowi.

### Wnętrze
Siedzenia o stalowym szkielecie oraz drewnianym siedzisku i oparciu zamontowano w układzie 2+1. Oprócz kabiny motorniczego, w każdym wagonie znajdował się tylny pulpit manewrowy, wbudowany w szafę. Oprócz tego, do lat 60. XX wieku przy ostatnich drzwiach zlokalizowane było miejsce dla konduktora, które zdemontowano po wprowadzeniu obsługi bezkonduktorskiej. W pobliżu drzwi umieszczono z kolei kasowniki. Jako informacja pasażerska służyły zamontowane na przedzie oraz tyle wagonu kasety z numerem linii oraz tablice kierunkowe w bocznych oknach.

### Malowanie
Wagony otrzymały obowiązujący w Karlsruhe schemat malowania; burty i fartuch otrzymały barwę żółtą, natomiast pod oknami namalowano czerwony pasek. Oprócz tego pudło wagonu posiadało kilka aluminiowych listw ozdobnych. Wyżej wymieniony schemat malowania został nieznacznie zmodyfikowany w latach 70. XX wieku: domalowano jeszcze jeden czerwony pasek pod istniejącym oraz polakierowano fartuch na czerwono. Usunięto także wszystkie listwy z aluminium. Na obszarze pod oknami pojawił się herb Karlsruhe, który usunięto po wprowadzeniu reklam na wagonach.

## Historia

### Dostawa

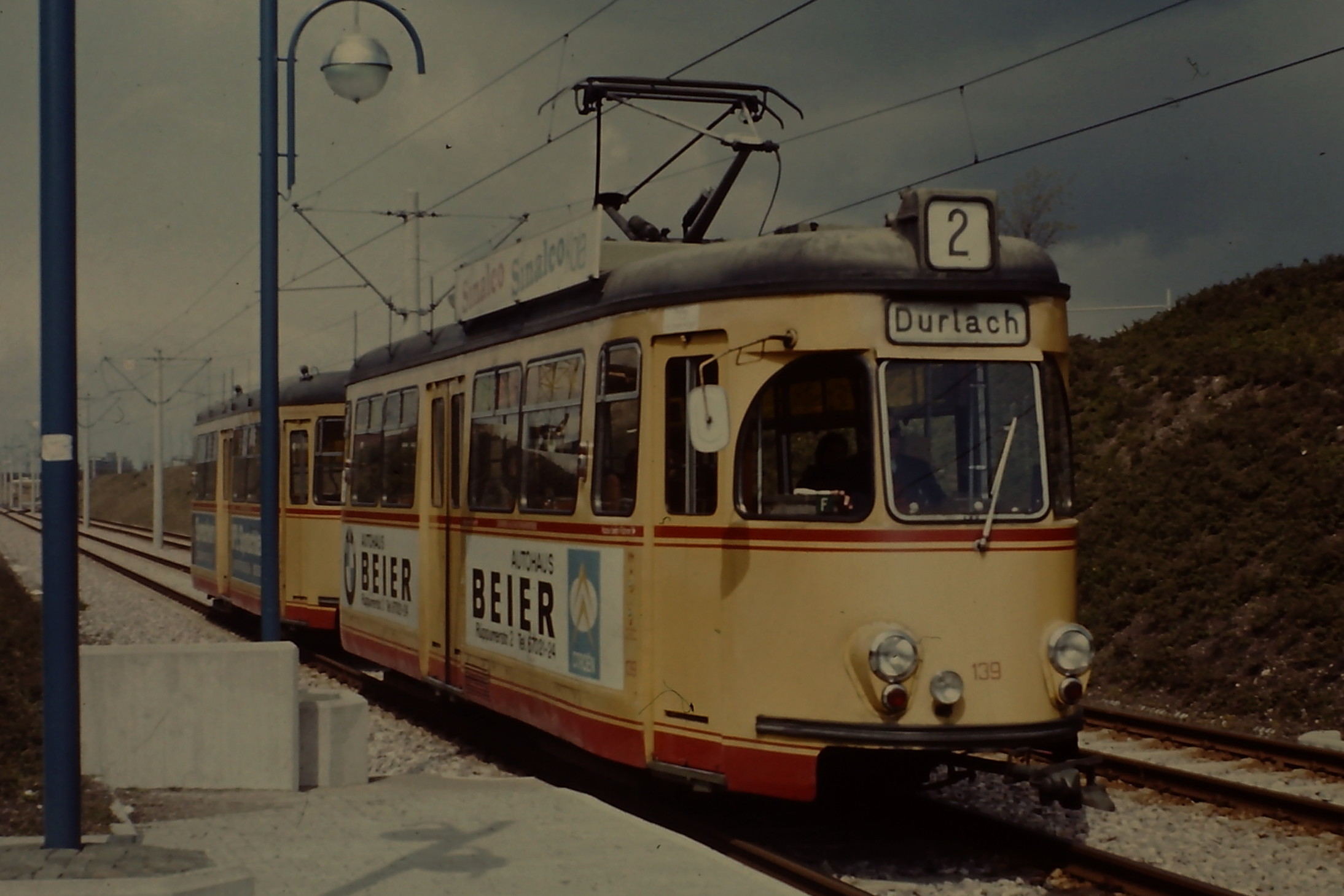
Wagon nr 139 w 1977 r.

Pod koniec lat 50. XX wieku tabor tramwajowy w Karlsurhe składał się wyłącznie z dwuosiowych wagonów silnikowych i doczepnych oraz z wagonów typu T4 i B4. W 1958 r. przedsiębiorstwo Verkehrsbetriebe Karlsruhe zamówiło osiem wagonów silnikowych typu T4-EP. Wagony doczepne typu B4-EP zamówiono kilka lat później, w 1961 r. Wagony były szersze o 20 centymetrów od pierwszej serii, a ponadto różniły się wyposażeniem elektrycznym. W wagonach nr 134–137 zamontowano wyposażenie firmy Kiepe Elektrik, tramwaje nr 138–141 otrzymały wyposażenie BBC, natomiast dostawcą wyposażenia elektrycznego do doczep były zakłady Siemens-Schuckertwerke. Pomimo braku problemów z eksploatacją tych wagonów, zrezygnowano z zakupu kolejnych egzemplarzy i postanowiono zamówić przegubowe tramwaje typu GT6-EP, GT6-D oraz GT8-D.

### Eksploatacja
Wagony silnikowe kursowały z reguły w składach dwuwagonowych z odpowiadającymi im czteroosiowymi doczepami. Utworzone zostały następujące składy: 134+309, 135+310, 136+311, 137+312, 138+313, 139+314, 140+315 oraz 141+316. W przeciwieństwie do innych typów eksploatowanych wagonów, tramwaje typu T4-EP oraz ich doczepy otrzymały pozwolenie od urzędu kolejowego na kursowanie po torach kolejowych. Umożliwiło to eksploatację wagonów na trasach Albtalbahnu, późniejszej linii A kolei miejskiej w Karlsruhe. Sterowanie elektropneumatyczne pozwoliło na utworzenie trakcji ukrotnionej z eksploatowanymi na ww. linii wagonami typu GT6-EP firmy Verkehrsbetriebe Karlsruhe oraz GT6-EP i GT8-EP firmy Albtal-Verkehrs-Gesellschaft. W 1982 r. wagonom doczepnym nadano numery z zakresu 434–441; od tamtej pory numery wyższe od 300 nosiły wyłącznie tramwaje silnikowe. Ostatnią linią, którą do 1983 r. planowo obsługiwały wagony, była linia nr 2 (Durlach–Neureuter Straße). Po przebudowie sieci tramwajowej i dostawie wagonów kolei miejskiej typu GT6-80C, czteroosiowe tramwaje zostały w 1984 r. wycofane ze służby liniowej. Skład złożony z wagonów nr 139 i 439 pojawił się jeszcze w ruchu liniowym zimą 1986 r.

### Przebudowy
- 134–137 – zwiększono moc silników do 120 kW.
- 134–141, 309–316 – wprowadzono obsługę bezkonduktorską (1968 r.).
- 134–141 – usunięto przedni sprzęg, przez co uniemożliwiono kursowanie wagonów w składach.
- 134–141 – pantograf nożycowy zastąpiono połówkowym.
- 134–141 – zmodyfikowano pantograf.

### Koniec eksploatacji

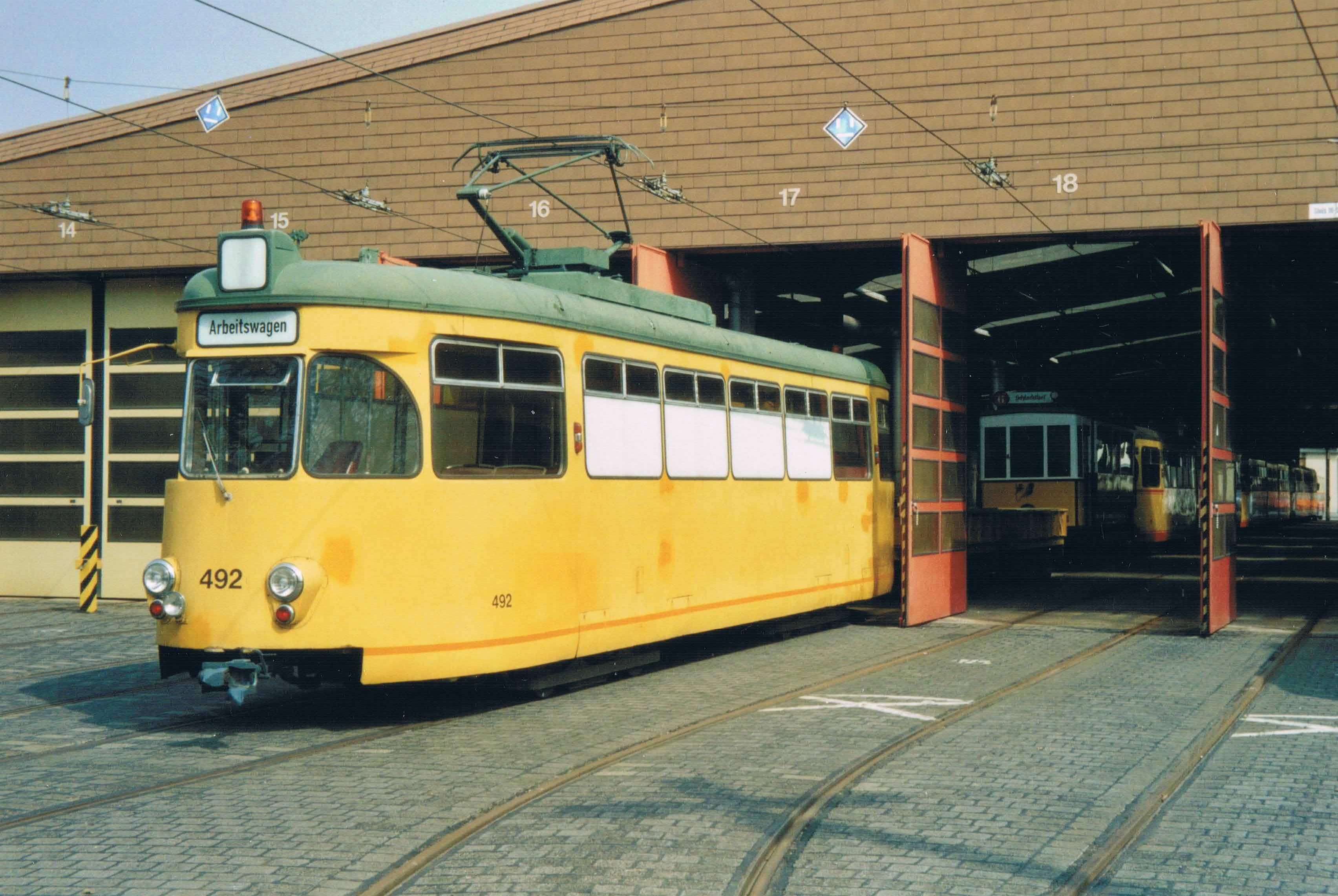
Wagon techniczny nr 492 (ex 136) na terenie zajezdni Tullastraße

W połowie lat 80. XX wieku zezłomowano dwa wagony silnikowe oraz siedem doczepnych, natomiast skład wagonów 139+439 przekazano na cele muzealne. Dwa tramwaje przeznaczono na wagony imprezowe do wynajęcia i przemalowano w barwy biało-czerwone. Kolejne trzy wagony przebudowano z kolei na tramwaje techniczne poprzez przystosowanie ich do przewożenia materiałów budowlanych.
| Numer taborowy | Wykorzystanie                       | Rok zezłomowania |
| -------------- | ----------------------------------- | ---------------- |
| 134            | Wagon imprezowy od 1987 r.          | 2013             |
| 135            | Wagon techniczny od 1986 r.         |                  |
| 136            | Wagon techniczny od 1985 r.         | 2011             |
| 137            | Wagon techniczny od 1985 r.         | 1994             |
| 138, 312, 315  |                                     | 1987             |
| 139, 314       | Wagon muzealny od 1985 r.           |                  |
| 140, 313, 316  |                                     | 1985             |
| 141            | Holownik/wagon imprezowy od 1989 r. |                  |
| 309–311        |                                     | 1986             |